# Matt Hamon
Matthew "Matt" Hamon (San Francisco, Califòrnia, 3 de setembre de 1968) va ser un ciclista nord-americà que s'especialitzà amb la pista, on va guanyar una medalla al Campionat del món de persecució per equips. Va participar als Jocs Olímpics d'Estiu de 1992.

## Palmarès en pista
- 1995
  -  Campió dels Estats Units en persecució per equips

## Palmarès en ruta
- 1992
  - 1r al Cat's Hill Classic